# Academia Paranaense de Letras
A Academia Paranaense de Letras (APL) é uma instituição literária do Paraná que representa as 24 academias de letras e instituições literárias do Estado frente à Academia Brasileira de Letras.

## História

### Academia de Letras do Paraná
A primeira instituição paranaense seguindo os moldes das academias de letras foi a Academia de Letras do Paraná (ALP), fundada em 1922 após uma cisão de membros do Centro de Letras do Paraná (CLP). Uma discussão entre dois membros do CLP, Raul Gomes e Raul Azevedo, devido principalmente a discordâncias sobre como deveriam ser as atividades culturais da instituição, acabou fazendo com que outros membros tomassem partido de um ou de outro. Após a eleição de uma nova diretoria do CLP em 1922, o grupo "derrotado" se desligou da instituição e fundou a ALP.
A ALP definiu uma estrutura de 30 cadeiras, cada uma com um patrono (primeiro nome na lista abaixo) e um acadêmico (segundo nome):
1. Albino José Silva / Dr. José Niepce da Silva
2. Alfredo Munhoz / Alcides Munhoz
3. Bento Fernandes de Barros / Dr. João Pamphilo de Assumpção
4. J. Bernardino Bormann / Cap. Didio Iratym Affonso da Costa
5. Brasilio Itibere da Cunha / Dr. Paulo Idelfonso da Costa
6. Cicero Marcondes França / Dr. Generoso Borges de Macedo
7. Candido Lopes / Dr. Sebastião Paraná de Sá Sottomaior
8. Joaquim Dias da Rocha Filho / Francisco Heráclito Ferreira Leite
9. Domingos Nascimento / Tasso Azevedo da Silveira
10. Eusébio Silveira Motta / Dario Persiano de Castro Velloso
11. Emilio de Menezes / Dr. Seraphim Martins França
12. Emiliano Pernetta / Dr. José Henrique de Santa Ritta
13. Faria Sobrinho / Dr. Manoel de Lacerda Pinto
14. Fernando Amaro / Manoel Azevedo da Silveira Netto
15. Fernando Simas / Ernesto Luiz de Oliveira
16. João José Pedrosa / Dr. Francisco Ribeiro de Azevedo Macedo
17. Jesuíno Marcondes / Dr. Moyses Marcondes de Oliveira e Sá
18. Júlio Pernetta / João David Pernetta
19. J. Evangelista Braga / Leonidas Moura de Loyola
20. Telêmaco Borba / Ermelino Agostinho de Leão
21. Luiz França / Alfredo Romário Martins
22. Manoel Euphrasio Correia / Leôncio Correia
23. Monteiro Tourinho / Jaime Ballão
24. Conego Manuel Vicente / Bispo D. Alberto José Gonçalves
25. Manuel F. Correia / Nestor Victor
26. Nestor de Castro / Dr. Samuel Cesar de Oliveira
27. Silva Muricy / José Candido de Andrade Muricy
28. Ubaldino do Amaral / Joaquim Ignacio Dantas Ribeiro
29. Antônio Viera dos Santos / Dr. José Francisco da Rocha Pombo
30. Vicente Machado / João Candido Ferreira

A ALP começou a reduzir suas atividades a partir de 1926 até que foi extinta. Um dos motivos foi o fato de começarem a aceitar como acadêmicos alguns membros sem histórico literário, apenas por motivos políticos, devido a sua forte ligação com o então governo estadual. Por essa forte ligação política, quando ocorreu a Revolução de 1930, que, entre outras coisas, alterou os responsáveis pelo governo paranaense, a ALP foi extinta.

### Academia Paranaense de Letras
Em 1936, foi fundada no Rio de Janeiro a Federação das Academias Brasileiras de Letras, com o propósito de reunir todas as academias estaduais. A Federação solicitou ao então presidente do Centro de Letras do Paraná, Ulysses Falcão Vieira, que fosse criada uma academia representante do Estado do Paraná.  Os intelectuais reunidos para este propósito, optaram por não dar continuidade à antiga ALP, fundando, então, em 26 de setembro de 1936, a Academia Paranaense de Letras.
Na reunião de 26 de setembro foram definidas algumas características da nova instituição, como o total de 40 cadeiras e a aclamação de alguns membros a extinta ALP para fazer parte da nova Academia: Dom Alberto José Gonçalves, João Cândido, Sebastião Paraná, Dario Vellozo, Santa Ritta, Dídio Iratim, Leónidas Loyola, Pamphilo d’Assumpção, Silveira Neto, Tasso da Silveira, Andrade Muricy, Leôncio Correia, Lacerda Pinto, Azevedo Macedo e Romário Martins. Os demais membros foram escolhidos por uma comissão formada por três membros da antiga ALP e três membros do CLP.
O processo de organização da recém-fundada APL durou até 29 de abril de 1937, quando sua estrutura foi finalizada. No mês seguinte, realizou-se a primeira assembleia da instituição, elegendo como Ulysses Vieira como seu primeiro presidente. Nos meses seguintes, foram definidas as cadeiras destinadas a cada patrono, distribuídas em ordem alfabética. Contudo, em 1940, houve uma reformulação nos patronos. Como originalmente cada membro escolhera o patrono de sua cadeira, alguns nomes considerados importantes ficaram de fora. Com isso, após a reformulação, como havia mais pessoas a homenagear como patronos do que o número total de cadeiras, alguns desses nomes foram designados como fundadores (nome que, tradicionalmente, é dado ao acadêmico que "inaugura" a cadeira).
O atual presidente da APL é o escritor Ernani Buchmann.

## Estrutura e admissão
A APL segue o modelo da Academia Brasileira de Letras, com 40 cadeiras ocupadas por intelectuais do Estado. A estrutura de cada cadeira é composta por patrono, fundador e demais ocupantes.
Para concorrer a uma vaga, o candidato deve ter nascido no Paraná ou morar no Estado há mais de dez anos. Além disso, deve enviar um ofício ao presidente da entidade oficializando sua intenção e enviar seu currículo e exemplares de sua produção literária ou acadêmica. Os candidatos aprovados nessa fase, passam por uma votação entre os demais membros da APL.
Até 1990, era proibido às mulheres se candidatarem a uma cadeira da APL. A primeira mulher a ser eleita foi a escritora Pompília Lopes do Santos, que assumiu em 12 de setembro de 1991 a cadeira 37, que ficara vaga após a morte de seu marido, o poeta Dario Nogueira dos Santos. Antes de ser eleita para a APL, Pompília fora fundadora da Academia Feminina de Letras do Paraná, em 1970, e presidente da instituição por dez anos.

## Sede

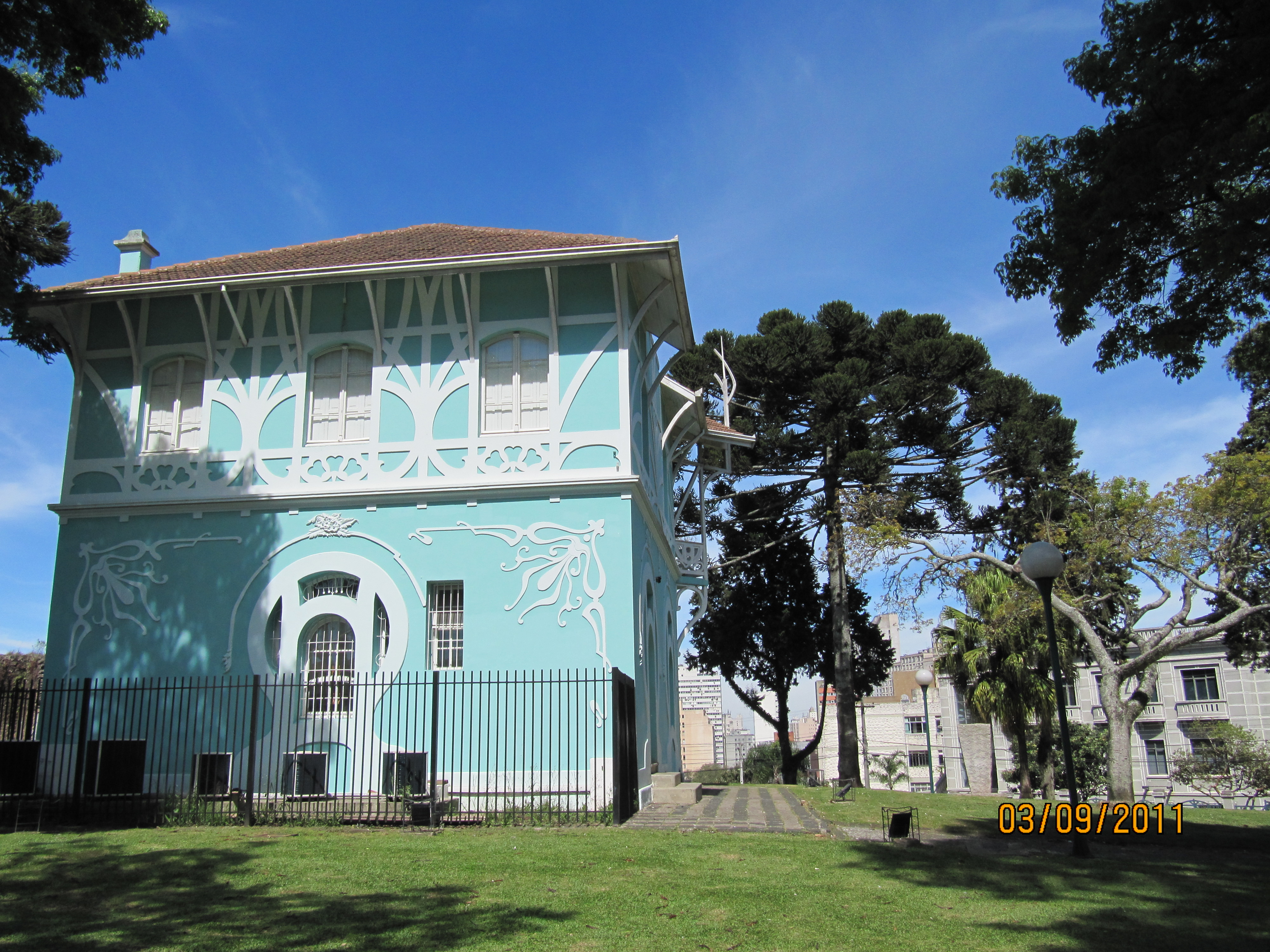
Palácio Belvedere, sede da Academia Paranaense de Letras

Quando de sua fundação, em 1936, a APL funcionava em algumas salas da seção paranaense da Ordem dos Advogados do Brasil. Quando a Ordem mudou de sede, a APL foi "acolhida" pelo Círculo de Estudos Bandeirantes e, posteriormente, pelo Instituto Histórico e Geográfico do Paraná, onde ocupava todo o segundo andar.
Em 2019, a APL passou a ter sua primeira sede própria e aberta ao público, localizada no Palácio Belvedere, no bairro São Francisco, em Curitiba. O prédio, construído em 1915 e tombado pelo Patrimônio Histórico do Paraná, esteve fechado por vários anos até que um incêndio o atingiu em 2017. Dois anos depois, já restaurado, passou a abrigar a sede da APL e um café-escola do SENAC.

## Acadêmicos
Em negrito o nome do atual ocupante de cada cadeira.
| N° | Patrono                                          | Fundador                                            | Sucessores |
| -- | ------------------------------------------------ | --------------------------------------------------- | --- |
| 1  | Antônio Vieira dos Santos                        | José Francisco da Rocha Pombo (*)                   | Valfrido Pilotto Dante Mendonça |
| 2  | Cândido Martins Lopes                            | Sebastião Paraná                                    | Francisco Ribeiro de Azevedo Macedo Osvaldo Pilotto Luiz Romaguera Netto Ernani Buchmann                                                                      |
| 3  | Jesuíno Marcondes de Oliveira e Sá               | Moysés Araújo Marcondes de Oliveira e Sá (*)        | Flávio Carvalho Guimarães Newton Isaac da Silva Carneiro René Ariel Dotti Clèmerson Merlin Clève                                                              |
| 4  | Dr. José Cândido Muricy                          | José Cândido da Silva Muricy                        | José Cândido de Andrade Muricy Eduardo Rocha Virmond |
| 5  | Fernando Amaro de Miranda                        | Manoel de Azevedo da Silveira Netto                 | Tasso Azevedo da Silveira Leopoldo Scherner Paulo Venturelli                                                                                                  |
| 6  | Senador Manoel Francisco Correia Neto            | Nestor Víctor dos Santos (*)                        | Ulysses Falcão Vieira Ernani Guarita Cartaxo Francisco Raitani Felício Raitani Neto Harley Clóvis Stocchero Oriovisto Guimarães                               |
| 7  | Bento Fernandes de Barros                        | João Pamphilo d'Assumpção                           | Oscar Martins Gomes Marino Bueno Brandão Braga Ney José de Freitas                                                                                            |
| 8  | Francisco Antonio Monteiro Tourinho              | Jayme Ballão (*)                                    | Ildefonso Serro Azul Jayme Ballão Júnior Elias Karam Luiz Carlos Pereira Tourinho Rafael Valdomiro Greca de Macedo                                            |
| 9  | Manoel Euphrasio Correia                         | Leôncio Correia                                     | Vasco José Taborda Ribas Ário Taborda Dergint de Rawicz |
| 10 | Telêmaco Augusto Enéas Morocines Borba           | Ermelino Agostinho de Leão (*)                      | Francisco de Paula Dias Negrão Arthur Martins Franco Ruy Christovam Wachowicz Raymundo Maximiano Negrão Torres Flora Munhoz da Rocha Flávio José Arns         |
| 11 | Alfredo Caetano Munhoz                           | Alcides Munhoz (*)                                  | Laertes de Macedo Munhoz João Manuel Simões |
| 12 | Ubaldino do Amaral Fontoura                      | Euclides da Mota Bandeira e Silva                   | José de Sá Nunes Faris Antônio Salomão Michaele Ernani Costa Straube                                                                                          |
| 13 | Generoso Marques dos Santos                      | Enéas Marques dos Santos                            | Manoel de Oliveira Franco Sobrinho Rui Cavallin Pinto |
| 14 | José Bernardino Bormann                          | Dídio Iratim Afonso da Costa                        | Júlio Estrella Moreira José Carlos Veiga Lopes Guido Viaro |
| 15 | Dr. João José Pedrosa                            | Clemente Ritz (*)                                   | Virgílio Moreira Christovam Colombo de Souza Adélia Maria Woellner                                                                                            |
| 16 | Brasílio Itiberê da Cunha                        | Paulo Ildephonso d'Assumpção (*)                    | Benedito Nicolau dos Santos Bento João d'Albuquerque Mossurunga Benedito Nicolau dos Santos Filho Alceo Ariosto Bocchino Paulo Sérgio da Graça Torres Pereira |
| 17 | Eusébio Silveira da Motta                        | Dario Persiano de Castro Vellozo                    | Dicesar Plaisant Flávio Suplicy de Lacerda Euro Brandão Clemente Ivo Juliatto                                                                                 |
| 18 | Joaquim de Almeida Faria Sobrinho                | Hyppolyto Pacheco Alves d'Araújo                    | Manoel de Lacerda Pinto Francisco da Cunha Pereira Filho Laurentino Gomes                                                                                     |
| 19 | José Gonçalves de Moraes                         | José Gelbecke                                       | Arildo José de Albuquerque Joaquim Carvalho Carlos Alberto Sanches                                                                                            |
| 20 | Albino José da Silva                             | José Niepce da Silva (*)                            | Ciro Silva Francisco Pereira da Silva Samuel Guimarães da Costa Luiz Geraldo Mazza                                                                            |
| 21 | Cônego João Evangelista Braga                    | Leônidas Moura de Loyola                            | Milton Ericksen Carneiro Ernani Simas Alves Albino de Brito Freire                                                                                            |
| 22 | Monsenhor Manoel Vicente Montepoliciano da Silva | Bispo Dom Alberto José Gonçalves                    | Carlos Stellfeld Metry Bacila João José Bigarella Etel Frota                                                                                                  |
| 23 | Fernando Machado Simas                           | Ernesto Luiz de Oliveira                            | Hugo Gutierrez Simas Arthur Ferreira dos Santos Odilon Túlio Vargas Jeorling Cordeiro Cleve vaga                                                              |
| 24 | Luiz Ferreira França                             | Serafim França                                      | Assad Amadeu Yassim Chloris Casagrande Justen |
| 25 | Vicente Machado da Silva Lima                    | João Cândido Ferreira                               | Bento Munhoz da Rocha Netto Ruy Noronha Miranda Paulo Vítola                                                                                                  |
| 26 | Joaquim Dias da Rocha Filho                      | Francisco Heráclito Ferreira Leite                  | Wilson da Silva Bóia Léo de Almeida Neves vaga |
| 27 | Domingos Virgílio do Nascimento                  | Omar Gonçalves da Motta                             | Noel Nascimento Marta Morais da Costa |
| 28 | Francisco Carvalho de Oliveira                   | Rodrigo Júnior (João Baptista Carvalho de Oliveira) | Leonardo Henke Helena Kolody Belmiro Valverde Jobim Castor Nilson Monteiro                                                                                    |
| 29 | Leônidas Fernandes de Barros                     | Adolpho Jansen Werneck de Capistrano (*)            | Alcindo Lima Carlos Alberto Teixeira Coelho Júnior Ladislau Romanowski Leonilda Hilgenberg Justus Darci Piana                                                 |
| 30 | Emiliano David Perneta                           | José Henrique de Santa Ritta                        | Octávio de Sá Barreto Oldemar Justus Adherbal Fortes de Sá Júnior                                                                                             |
| 31 | Emílio Correia de Menezes                        | Helvídio da Silva Pereira                           | Lauro Grein Filho Roberto Gomes |
| 32 | Joaquim Procópio Pinto Chichorro Júnior          | Alceu Chichorro                                     | Emílio Leão de Mattos Sounis José Wanderlei Resende Luci Collin                                                                                               |
| 33 | Nestor Pereira de Castro                         | Samuel César de Oliveira (*)                        | Romário Martins José Loureiro Ascenção Fernandes Edwino Donato Tempski Edilberto Trevisan Roberto Muggiati                                                    |
| 34 | Júlio David Perneta                              | João David Perneta (*)                              | Raul Rodrigues Gomes Antônio Celso Mendes |
| 35 | Nilo Cairo da Silva                              | José Pereira de Macedo                              | Mario Braga de Abreu Moysés Goldstein Paciornik Ricardo Pasquini                                                                                              |
| 36 | Ricardo Pereira de Lemos                         | Heitor Stockler de França                           | Apollo Taborda França Marcio Renato dos Santos |
| 37 | Ismael Alves Pereira Martins                     | Vicente Montepoliciano Nascimento Júnior            | José Augusto Gumy Dario Nogueira dos Santos Pompília Lopes dos Santos Hellê Vellozo Fernandes Clotilde de Lourdes Branco Germiniani José Pio Martins          |
| 38 | Reinaldino Antônio Scharffenberg de Quadros      | Durval Borges de Macedo                             | Mário Marcondes de Albuquerque Carlos Roberto Antunes dos Santos Maria José Justino                                                                           |
| 39 | Aristides de Paula França                        | José Antônio Fernandes Cadilhe                      | José Farani Mansur Guérios Rosário Farani Mansur Guérios Francisco Filipak Cecília Vieira Helm                                                                |
| 40 | Cícero Marcondes França                          | Generoso Borges de Macedo                           | Ângelo Guarinello Alvir Riesemberg Valério Hoerner Júnior Antônio Carlos Carneiro Neto                                                                        |

(*) Nomes designados como fundadores a título de homenagem, pois faleceram antes da inauguração da Academia. Nestes casos, o acadêmico que realmente "inaugurou" a cadeira é o que está relacionado como primeiro sucessor.